# 3533 Toyota
3533 Toyota è un asteroide della fascia principale. Scoperto nel 1986, presenta un'orbita caratterizzata da un semiasse maggiore pari a 2,2198536 UA e da un'eccentricità di 0,1175469, inclinata di 4,86741° rispetto all'eclittica.